# Campionati europei di ciclismo su strada 2020 - Gara in linea femminile Elite
La gara in linea femminile Elite dei Campionati europei di ciclismo su strada 2020 si svolse il 27 agosto 2020 su un percorso di 109,2 km con partenza ed arrivo a Plouay, in Francia. La vittoria fu appannaggio dell'olandese Annemiek van Vleuten, la quale completò il percorso con il tempo di 2h50'46", alla media di 38,368 km/h, precedendo l'italiana Elisa Longo Borghini e la polacca Katarzyna Niewiadoma.

## Squadre e corridori partecipanti
| N.    | Cod. | Squadra     |
| ----- | ---- | ----------- |
| 1-8   | NLD  | Paesi Bassi |
| 9-16  | FRA  | Francia     |
| 17-24 | ITA  | Italia      |
| 25-32 | DEU  | Germania    |
| 33-38 | DNK  | Danimarca   |
| 39-46 | ESP  | Spagna      |
| 47-52 | BEL  | Belgio      |
| 53-57 | NOR  | Norvegia    |
| 58-63 | POL  | Polonia     |
| 64    | LUX  | Lussemburgo |
| 65    | BLR  | Bielorussia |

| N.    | Cod. | Squadra       |
| ----- | ---- | ------------- |
| 66-69 | GBR  | Gran Bretagna |
| 70-71 | SWE  | Svezia        |
| 72-75 | CHE  | Svizzera      |
| 76-79 | SVN  | Slovenia      |
| 80-83 | UKR  | Ucraina       |
| 84-85 | LTU  | Lituania      |
| 86-88 | CZE  | Rep. Ceca     |
| 89-90 | ISR  | Israele       |
| 91-92 | AUT  | Austria       |
| 93-94 | GRE  | Grecia        |
| 95    | SVK  | Slovacchia    |

## Ordine d'arrivo (Top 10)
| Pos. | Corridore            | Squadra     | Tempo    |
| ---- | -------------------- | ----------- | -------- |
| 1    | Annemiek van Vleuten | Paesi Bassi | 2h50'46" |
| 2    | Elisa Longo Borghini | Italia      | s.t.     |
| 3    | Katarzyna Niewiadoma | Polonia     | 5"       |
| 4    | Chantal Blaak        | Paesi Bassi | s.t.     |
| 5    | Audrey Cordon-Ragot  | Francia     | a 2'29"  |
| 6    | Lisa Brennauer       | Germania    | a 3'27"  |
| 7    | Lotte Kopecky        | Belgio      | s.t.     |
| 8    | Marianne Vos         | Paesi Bassi | s.t.     |
| 9    | Elena Cecchini       | Italia      | s.t.     |
| 10   | Amy Pieters          | Paesi Bassi | s.t.     |